# Derek Fowlds
Derek James Fowlds, född 2 september 1937 i Balham i Wandsworth i London, död 17 januari 2020 i Bath, Somerset, var en brittisk skådespelare.
Han är, för svensk publik, mest känd för rollen som ministersekreteraren Bernard Wooley i TV-serien Javisst, herr minister. Han är i Sverige även känd för rollen som den argsinta polisinspektören och sedermera pubägaren Oscar Blaketon i den brittiska dramaserien Tillbaka till Aidensfield, en roll han gjorde mellan 1992 och 2009.